# Cienków

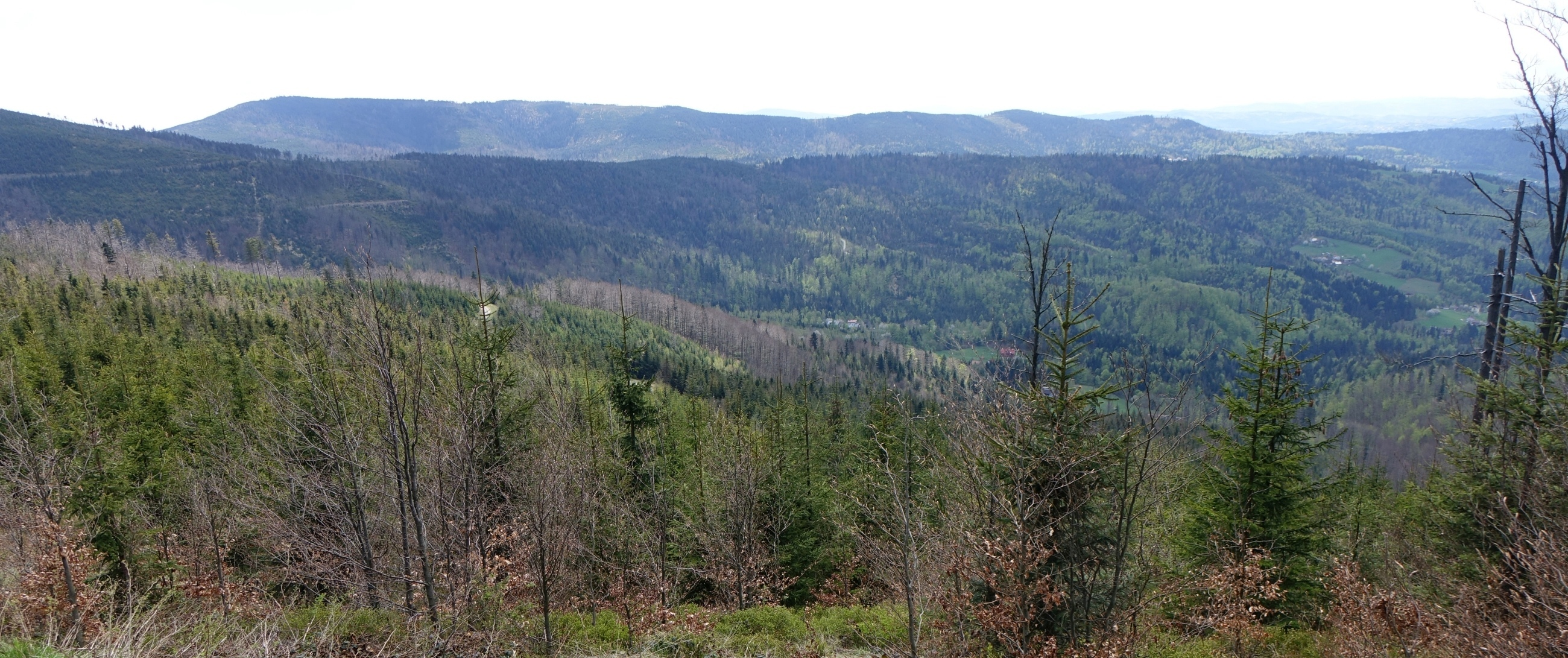
Widok z Malinowa na Pasmo Babiej Góry i grzbiet Cieńkowa

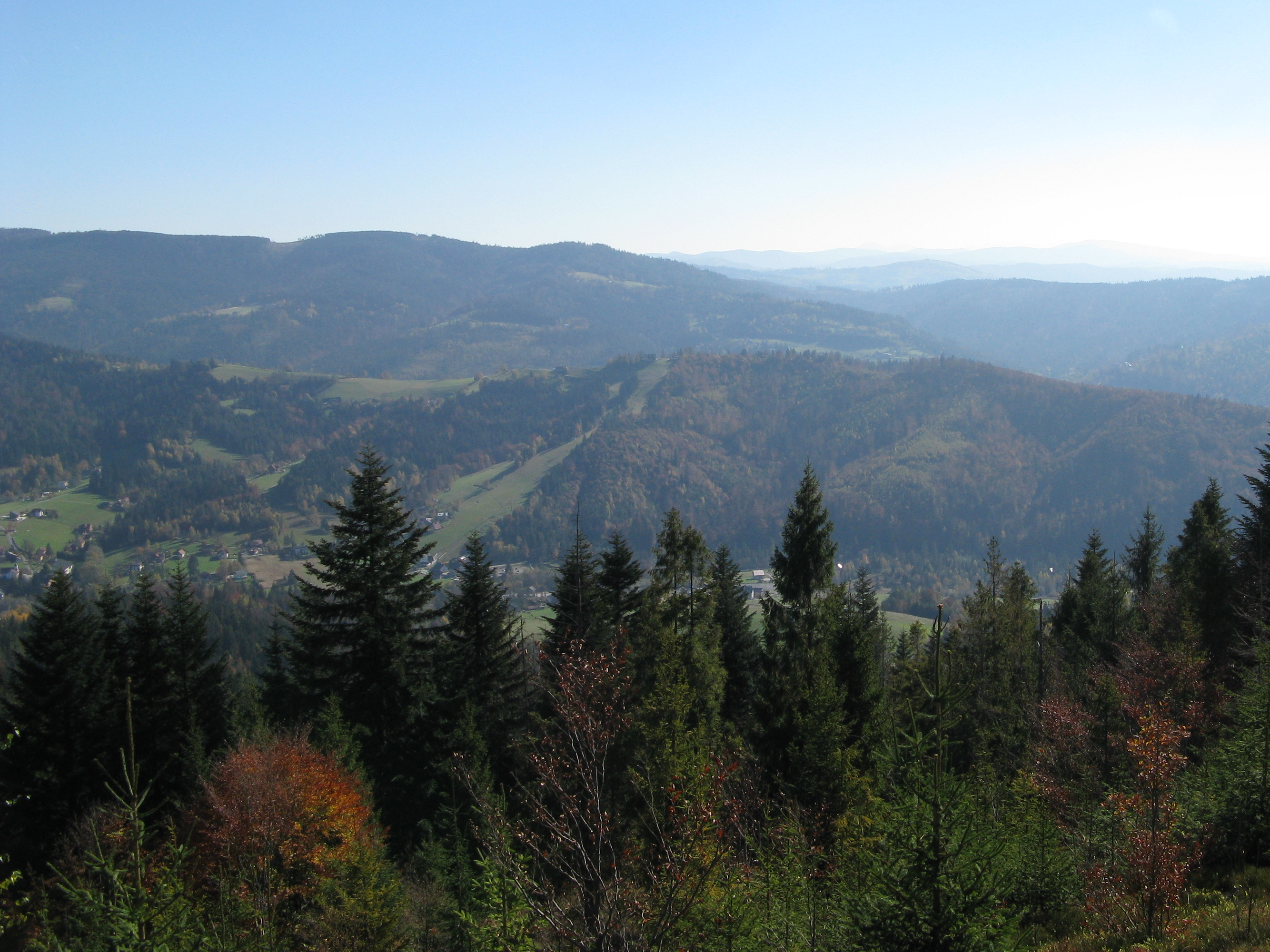
Cienków Niżni widziany z Czupla (2018)

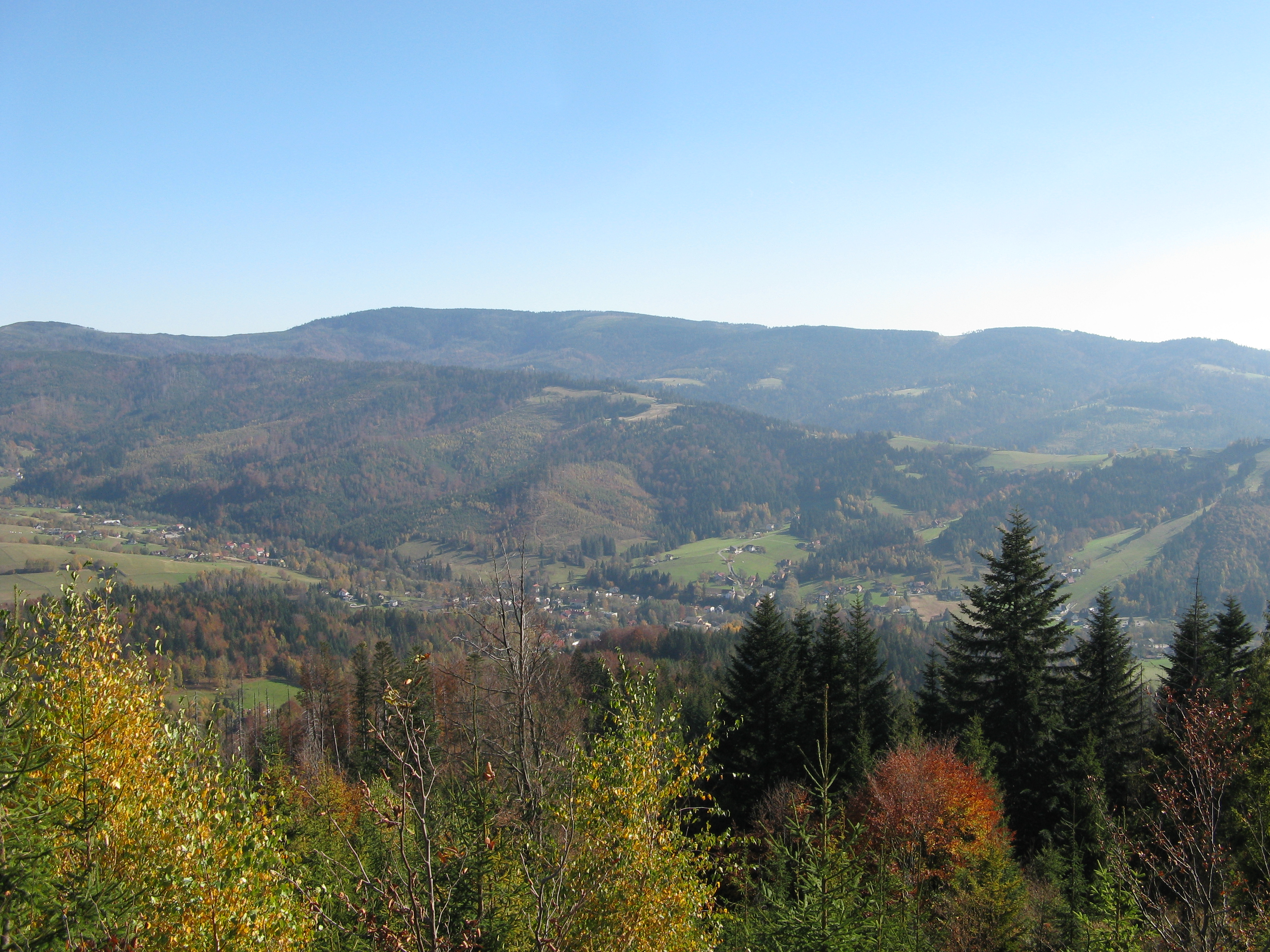
Cienków Postrzedni widziany z Czupla (2018)

Cienków (czasem również w formie Cieńków) – długi na ok. 8 km grzbiet górski, będący bocznym odgałęzieniem Pasma Baraniej Góry i Skrzycznego w Beskidzie Śląskim. Odgałęzia się w Zielonym Kopcu w kierunku południowo-zachodnim od głównego grzbietu pasma i ozdziela doliny: Malinki na północy oraz Białej Wisełki, a niżej Wisły na południu. Charakterystyczną cechą grzbietu Cienkowa jest asymetria jego stoków. stoki północne są dłuższe, łagodne i rozcięte wieloma dolinkami, którymi spływają potoki, stoki południowe natomiast są krótkie, strome, brak w nich dolinek bocznych i potoków, lub są tylko bardzo małe. Ta asymetria stoków północnych i południowych jest typowa dla ułożonych równoleżnikowo grzbietów Beskidu Śląskiego. Związane to jest z układem warstw skalnych w Beskidzie Śląskim. Południowe stoki opadają zgodnie z układem warstw skały, zwykle są łagodne i przecięte bocznymi dolinkami. Stoki północne powstają na czołach odsłaniających się warstw skalnych, są strome, rzadko rozcięte są bocznymi dolinkami i często mają „schodkowy” profil, co związane jest z różną twardością skał.
Grzbiet opada kilkoma wyraźnymi progami, których spiętrzenia noszą nazwy: Cienków Wyszni (957 m), Cienków Postrzedni (867 m) i Cienków (720 m). Grzbiet w części pokryty jest polanami, które w przeszłości były żywym ośrodkiem szałaśnictwa. Obecnie znajdują się na nich rozrzucone zabudowania przysiółka miasta Wisła o nazwie Cienków.
Nazwa terenowa Cienków jest być może pochodzenia patronimicznego (od nazwy osobowej Cienek?). Notowana była pierwotnie w wersji niemieckiej: …Albert Byrth auf der Tschenkowa (1693), …mit dem Sallasch Tschinkow (1753), …in Sallasch Tinkow genant bis an dem Wald Tschinkow genant (1775) lub …Feld Tinkow (1823). Jako „Cienków” od roku 1879.
Na północnym zboczu Niżniego Cienkowa znajduje się Stacja Narciarska Cieńków z wyciągiem krzesełkowym, 3 wyciągami talerzykowymi, 2 wyciągami dla dzieci, snowparkiem i prawie 7 km tras narciarskich.
Na północnym zboczu zakończenia grzbietu Cienkowa, wbijającego się w widły Wisły i Malinki, zlokalizowana jest Skocznia narciarska im. Adama Małysza w Wiśle-Malince.

## Szlak turystyczny
Grzbietem Cienkowa na całej jego długości biegnie żółty szlak turystyczny z Wisły Nowej Osady na Zielony Kopiec.
 Wisła (Nowa Osada) – Cienków Niżni – Cienków Postrzedni – Cieńków Wyżni – Gawlast. Odległość 4,7 km, suma podejść 370 m, czas przejścia 1:40 godz., z powrotem 1 godz.